# Limnophila kerteszi
Limnophila kerteszi är en tvåvingeart som beskrevs av Alexander 1914. Limnophila kerteszi ingår i släktet Limnophila och familjen småharkrankar. Inga underarter finns listade i Catalogue of Life.